# Ruth Behar
Ruth Behar (1956) es una escritora cubana-estadounidense. Su trabajo incluye estudios académicos, así como poesía y ficción literaria. Como antropóloga, ha abogado por la naturaleza subjetiva de la investigación y los participantes-observadores.

## Vida y obra
Behar nació en La Habana, Cuba en el seno de una familia de origen judío que en 1961 emigrara, primero a Israel y luego a Estados Unidos. Después de recibir su B.A. por la Wesleyan University, en 1977, estudió antropología cultural en la Princeton University. Ha viajado regularmente a Cuba y a México, en busca de sus propias raíces familiares, desde antes de su emigración a los Estados Unidos, después de que Castro llegó al poder, y para estudiar la vida de las mujeres en distintas sociedades reprimidas. Desde 1991 sus investigaciones y escritos, se han centrado en gran medida en su país natal, Cuba, de donde emigró a la edad de cuatro años. Su investigación sobre la disminución de la comunidad judía en Cuba es el centro de su película Adio Kerida, de 2002, que contó con el trabajo de cámara y edición de su hijo Gabriel Frye-Behar.
Behar es profesora de Antropología en la Universidad de Míchigan en Ann Arbor. Su obra literaria se ofrece en las Series Michigan de Escritores de la Universidad Estatal de Míchigan. Escritora de tópicos de antropología, ensayos, poesía, y ficción, su trabajo se centra en torno a las mujeres, y al feminismo.
Es una activista feminista, y sus experiencias personales de mujer cubana-estadounidense judía, con frecuencia forman una parte importante de su escritura. Su disertación, de 1983, sobre su primer trabajo de campo en el norte de España, se convirtieron en la base de su primer libro.
Su segundo libro Translated Woman (1993), está basado en diez años de trabajo de campo, en una localidad rural de México. Y su controvertido libro The Vulnerable Observer: Anthropology That Breaks Your Heart examina el rol que el profesional puede jugar en los escritos etnográficos. Los cubanos judíos también han sido un tópico en su último libro An Island Called Home: Returning to Jewish Cuba (2007).
Ha sido la editora de las antologías Bridges to Cuba / Puentes a Cuba y Women Writing Culture.

### An Island Called Home (Una Isla Llamada Hogar)
An Island Called Home es una mirada interior a una búsqueda, y que Behar busca llegar a una mejor comprensión de sus raíces como cubana judía, su lugar de nacimiento. Ha observado: 

“Sabía de historias de los judíos en Cuba, pero intento acercar una mirada como una comunidad”.

 Viajando por la isla, Behar se convirtió en confidente de una serie de judíos extranjeros, realizando la construcción de conexiones antropológicas, útiles para posteriores estudios. Condujo entrevistas unitarias cara-a-cara, combinadas con fotografías blanco y negro, construyendo para los lectores una imagen de las conexiones de la diáspora cubana judía. Son historias, a partir de la década de 1920, que nos hablan de desplazados judíos polacos y alemanes huyendo a Cuba para escapar de Auschwitz, abriendo tiendas de comercio, venta ambulante, mezclando castellano e yiddish, e instalándose en la vida latina de La Habana Vieja - sólo para luego ser desarraigados dentro de décadas. A finales de la década de 1950, 16.500 judíos de Cuba fueron deportados en masa a Miami y a Nueva York como reacción a la creciente revolución comunista de Castro. Habiendo sido con su familia de los pertenecientes a esos deportados, es firme creyente en implicarse personalmente con su trabajo en la etnografía, por lo tanto, Behar entrelaza sus propios pensamientos y sentimientos con sus observaciones analíticas profesionales.

### The Vulnerable Observer
The Vulnerable Observer:: anthropology that breaks your heart cuenta la historia de como, en 1989, el abuelo de Behar fallece en Miami Beach. Ella se llenó de culpa y odio a sí misma por no haber estado allí; estaba en un pueblo español haciendo investigación antropológica sobre costumbres funerarias. La pérdida personal lleva a Behar a tirar la idea del etnógrafo como un "participante-observador semiadosado", y en camino a convertirse en un "observador vulnerable". Ella sostiene que el trabajador del campo etnográfico debe explicar y trabajar, sin embargo, sus propias implicaciones emocionales con el tema objeto de estudio. Así, critica fuertemente la objetividad convencional. Esa crítica sugiere que las distancias, y los modos impersonales de presentar objetivamente son incompletos. Los seis ensayos personales en The Vulnerable Observer son ejemplos de un tipo de enfoque subjetivo.
Los abuelos de Behar emigraron de Rusia, Polonia y Turquía durante la década de 1920, y luego viajaron de nuevo en 1962 para escapar del comunismo de Castro. Behar cuenta la historia de cómo, a la edad de nueve años, su familia sufrió un siniestro automovilístico, que dejó a Behar con una pierna rota e inmóvil durante un año. Esa experiencia y el subsiguiente período de recuperación la llevó al reconocimiento de que "el cuerpo es un país de origen" de la memoria almacenada y del dolor

### Translated Woman
En 1995, Behar estaba trabajando en México, cuando se hizo amiga de un brujo indio que trabajaba como vendedor ambulante. La gente del pueblo, dijo la bruja Esperanza Hernández, había utilizado magia negra para cegar a su exmarido después de que él regularmente la maltratase y luego la dejó por su amante. Behar utilizó la narración de la historia de Esperanza en Translated Woman, pintando la imagen de una mujer macha cuyo egoísmo venía alienado de su propia madre, inspirando a Behar para retratar a Esperanza como una heroína feminista. Esperanza afirmaba que encontró la redención en un culto espiritista construido en torno a Pancho Villa, culpando a su rabia contenida de las muertes, en la infancia, de los primeros seis de sus doce hijos. La ira de Esperanza la llevó a darle una paliza a la amante de su marido, y sacando a su hijo fuera de la casa, golpeando además a una hija por negarse a apoyarla, y repudiando a otra hija por tener un romance con el examante de una tía, porque ella consideraba que era incestuosa. Del examen de su propia frontera, ella descubre sus conflictos de latina-gringa, y basados en entender que podría haber perdido una parte de sí misma en lo cultural, alrededor del sueño americano American Dream. La odisea de Esperanza examina las fronteras físicas, los márgenes y las separaciones. Translated Woman contribuye al argumento criterioso feminista, de que el estudio de las mujeres en la antropología se ha infravalorado debido a los prejuicios académicos tradicionales, que consideran que el análisis centrado en la mujer es demasiado sesgado personalmente.

## Honores
- 1988, fue la primera latinoamericana en ser galardonada con la Beca del Programa MacArthur[15]

- 1995: Beca John Simon Guggenheim[16]

- 2008: Center for Latin American and Caribbean Studies

- 2011, Turku Agora Lecture.[7]

## Algunas publicaciones
- Poems Returned to Cuba. Matanzas, Cuba: Ediciones Vigía (1995)

### Libros
- The Presence of the Past in a Spanish Village: Santa María del Monte (1986)

- Translated Woman: Crossing the Border with Esperanza's Story (1993; segunda edición ilustrada, Beacon Press, 372 pp. 2003 ISBN 0807046477 ISBN 978-0-8070-4647-0)

- Bridges to Cuba / Puentes a Cuba, editor, University of Michigan Press, 421 pp. 1995, ISBN 0472066110 ISBN 978-0-472-06611-7

- Women Writing Culture Eds. Ruth Behar, Deborah A. Gordon, University of California Press, 457 pp. 1995, ISBN 978-0-520-20208-5

- The Vulnerable Observer: Anthropology That Breaks Your Heart, Beacon Press, 195 pp. 1996, ISBN 978-0-8070-4631-9

- La cortada. Colección Trébol. Con Rolando Estévez Jordán, Ed. Vigía, 25 pp. 2004, ISBN 9592401187, ISBN 9789592401181

- An Island Called Home: Returning to Jewish Cuba, Rutgers University Press, 320 pp. 2007, ISBN 081354386X ISBN 978-0-8135-4189-1

- The Portable Island: Cubans at Home in the World, Eds. Ruth Behar, Lucía M. Suárez, Macmillan, 258 pp. 2008, ISBN 0230604773 ISBN 978-0-230-60477-3

- Cuéntame algo, aunque sea una mentira: las historias de la comadre Esperanza. Antropología (Fondo de Cultura Económica (México))). Tradujeron Mariano Sánchez-Ventura, David Frye. Edición anotada de Fondo de Cultura Económica, 441 pp. 2009, ISBN 6071600103, ISBN 9786071600103

### Filmes
- Adio Kerida (Goodbye Dear Love): A Cuban-American Woman's Search for Sephardic Memories (2002)